# 船舶保险
船舶保险是以各种类型船舶为保险标的的保险。

## 保险标的的界定
请参见船舶
船舶保险中船舶的定义为：能够漂浮并航行于海洋、江河、湖泊等可通航水域的；能够自由地、有控制地将货物或者旅客从一个港口运往另一个港口的浮动物体。通常应满足以下条件：浮于水面的物体；供航行使用的；机具；构成物。

## 特点
- 承保从船舶建造下水开始，直到船舶营运、停泊到最后报废拆除整个过程的危险。
- 承保船壳、机器、设备、燃料、供给品和有关的利益、费用、责任。
- 危险相对集中，往往发生巨额赔款。
- 船舶所有人的经营作风、管理水平和信誉对船舶的安全有直接影响。

## 保障内容
- 保障船舶的物质方面的损失

凡是属于船舶本身以及附属于船上的财产并为船东所有的，均列入保障。
- 保障船舶的有关利益

船舶因事故发生导致停航、修理等导致被保险人遭受的各种利益损失列入保障。
- 船舶对第三者的赔偿责任

在船舶碰撞事故后船东或光船租船人对第三者造成的财产损失或者人身伤害依法应承担的经济赔偿责任列入保障。比如碰撞导致的损失、油污责任、清除航道责任及打捞沉船责任等。

## 保险责任
（该保险责任指向的为船壳保险，也就是狭义上的船舶保险）
船舶保险对因下列原因导致的损失承担赔偿责任：
- 船舶损失

1. 海上风险
海上的自然灾害（地震、火灾、火山爆发、雷电等）和搁浅、碰撞、碰触浮动或固定物体等事故。
2. 火灾或爆炸
3. 来自外界的暴利盗窃或者海盗行为
4. 抛弃货物
海难发生，为了船舶安全而将船舶装载的自有货物抛弃时导致船舶受损。或抛弃运载货物导致的共同海损应由船舶方分摊的损失。
5. 核装置或核反应堆发生的故障或意外事故
该核装置或核反应堆必须是船舶的动力，非核武器，非军事用途。
6. 船员的疏忽
7. 装卸或移动货物或燃料时发生的意外事故
8. 船舶机件或船壳存在潜在缺陷
9. 船长、船员优异损害被保险人利益的行为
10. 船长、船员或领航员、修理人员及租船人的故意行为
11. 任何政府当局为防止因船舶事故导致污染所采取的行动

- 第三者责任

被保险船舶因于其他船舶碰撞或于其他物体触碰引起被保险人依法应负的赔偿责任。
- 共同海损和救助

船舶和船上所载货物遭遇共同危险时，为共同安全而故意采取合理的措施直接造成的特殊牺牲和支付的特殊费用称为共同海损。船舶遭受保险风险袭击，凭借本身力量无法摆脱危险时，请求第三者或第三者自愿提供帮助解脱其所处的危险的行为而导致的费用称为救助费用；特别的，如果船上有关利益各方均因为此危险而遭受损失威胁时，可列入共同海损分摊；国际上通行的做法除油轮救助外，均“无效果，无报酬”，即无施救效果则不产生施救费用。
- 施救费用

危险发生时因采取各种防护措施或者抢救措施产生的合理费用。

## 责任免除
因下列原因导致的损失，保险人不承担赔偿责任：
1. 船舶不适航
2. 被保险人及其代表的疏忽行为
3. 被保险人职责范围内应发现的正常的磨损、锈蚀、腐烂或保养不周、材料缺陷
4. 战争、罢工
5. 清除障碍物、残骸及清除航道费用

## 保险期限
船舶保险的保险期限分为定期和航次两种。
定期的期间一般为三个月至一年。
航次分两种情况。不装载货物的，保险期限自起锚开始到目的港抛锚结束。装载货物的自起运港装载货物开始，到目的港卸货完毕止；但规定自抛锚停泊到卸货完毕不应超出30天；整个保险期间不超过90天。超出90天的双方应以特约形式加费承保。

## 保险金额、保险费率和免赔额
船舶保险的保险金额根据保险价值确定。
船舶保险的保险费率根据多个因素确定。主要有：船龄、船型、船籍、种类、航行范围、货物、级别、船舶状况、船队规模、保险金额、经营管理状况、事故损失记录等。
各国根据情况不同。有的国家有绝对免赔额，有的国家根据事故的类型确定或不设定免赔额，有的国家未设定免赔额。

## 附加险
战争罢工险是船舶保险的附加险。该保险主要对以下原因导致的损失承担赔偿责任：
1. 战争、内战、革命、叛乱或由此引起的内乱或敌对行为
2. 捕获、扣押、扣留、羁押、没收或封锁
3. 各种战争武器如水雷、鱼雷、炸弹
4. 罢工、被迫停工
5. 民变、暴动
6. 任何人怀有政治动机的恶意行为

该保险对下列原因导致的损失、责任或费用不承担赔偿责任：
1. 原子弹、氢弹或核武器的爆炸
2. 船舶的船籍国或登记国政府或地方当局采取的或命令的捕获、扣押、扣留、羁押、没收
3. 被征用或征购
4. 联合国安理会常任理事国之间爆发战争（无论是否宣战）

## 列表
- 保险业务体系表